# Pontamafrey-Montpascal
Pontamafrey-Montpascal est une ancienne commune française située dans le département de la Savoie, en région Auvergne-Rhône-Alpes, elle fait partie de l’arrondissement et du canton de Saint-Jean-de-Maurienne.
Elle est née de l'association de deux communes, en novembre 1972, Pontamafrey et Montpascal, puis de leur fusion en mars 2001.
En 2019, la commune fusionne avec Hermillon et Le Châtel afin de former la commune nouvelle de La Tour-en-Maurienne.

## Géographie

### Localisation
Pontamafrey-Montpascal est issue de la fusion de 2 communes : Pontamafrey et Montpascal. La commune est limitée au nord par le Grand Coin de Saint-Jean-de-Belleville, à l’est du Chatel par le ruisseau de la Ravoire, au sud de Montvernier par les apics de la Loza, à l’ouest de Montaimont par le col du Chaussy.
Au cœur de la plus longue vallée des Alpes, à 502 mètres d’altitude, Pontamafrey qui est le chef-lieu de la commune est situé en fond de vallée de la Maurienne, à 4 kilomètres à l’Ouest de Saint-Jean-de-Maurienne et à 6 kilomètres à l’Est de La Chambre, en rive droite de la rivière Arc.
Montpascal est situé à 1410 mètres d’altitude sur la face Sud d’une chaîne montagneuse qui sépare la Maurienne et la Tarentaise. Le village est à 12 kilomètres de Pontamafrey (la commune de Montvernier sépare Pontamafrey et Montpascal) et à 16 kilomètres de Saint-Jean-de-Maurienne.

### Communes limitrophes
Le territoire de Pontamafrey-Montpascal étant composé de deux territoires distincts (l'un au bas de la vallée au niveau de Pontamafrey, l'autre sur les hauteurs au niveau de Montpascal) séparés par la commune de Montvernier, les communes limitrophes de ces deux territoires peuvent être séparément mentionnées (du nord au sud) :
| Montaimont  | Montaimont  | Saint-Jean-de-Belleville |
| Montvernier | Montpascal  | Le Châtel                |
| Montvernier | Montvernier | Le Châtel                |

| Sainte-Marie-de-Cuines | Montvernier             | Le Châtel |
| Sainte-Marie-de-Cuines | Pontamafrey             | Le Châtel |
| Jarrier                | Saint-Jean-de-Maurienne | Hermillon |

### Relief et géologie
Pontamafrey est situé dans une vallée à 502 mètres d'altitude.
Montpascal est situé sur un plateau à 1410 mètres d’altitude sur la face sud d'une chaîne montagneuse, son territoire atteint des sommets voisins de 2700 mètres.

### Hydrographie

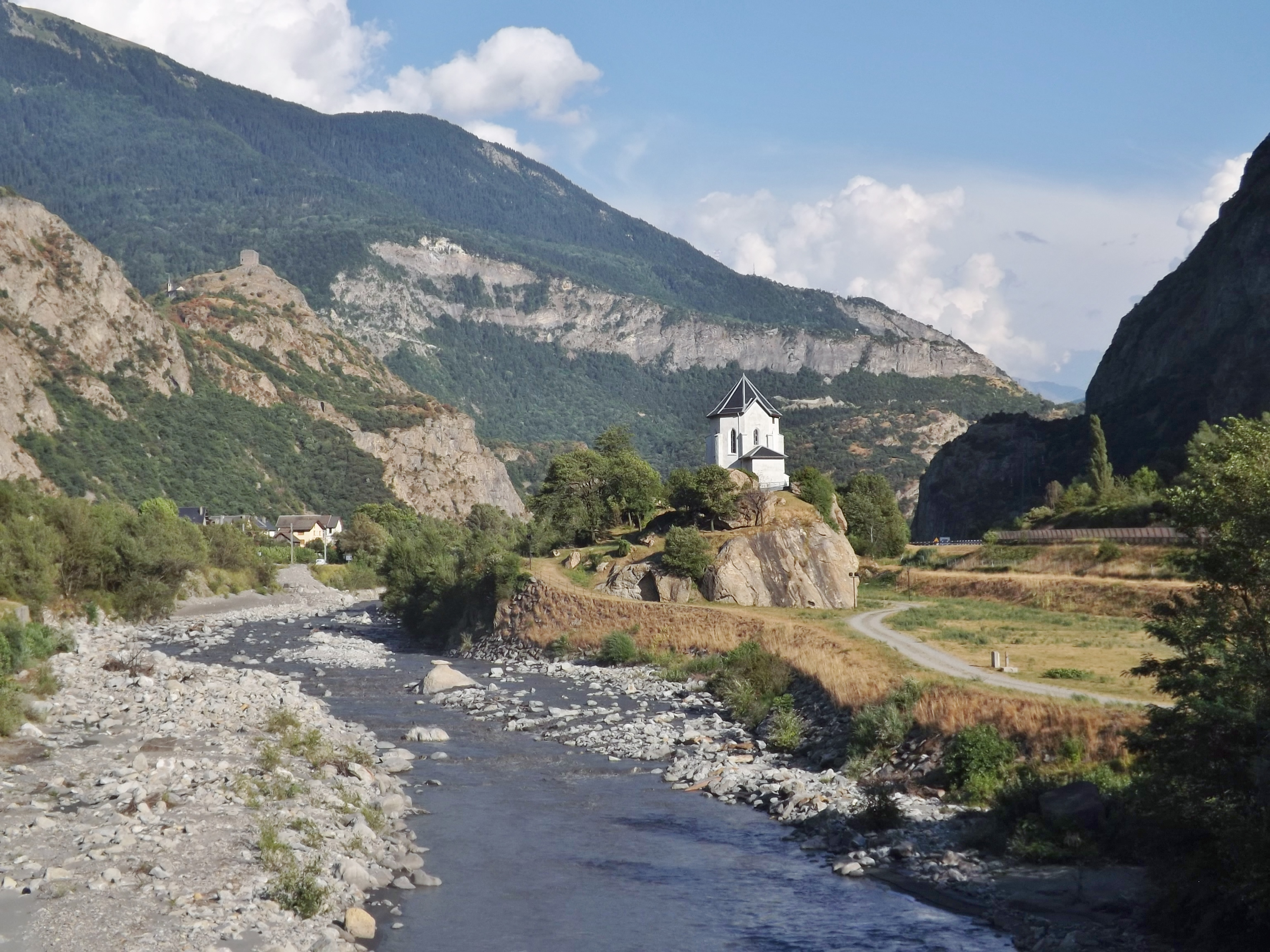
Rivière l'Arc.

Le village de Pontamafrey est situé sur la rive droite de la rivière de l'Arc et est également traversé par le ruisseau de La Ravoire qui prend sa source à 2140 m dans la montagne des Coins, sous la pointe du Grand Coin.

## Toponymie
Montpascal, que les gens du pays prononcent « Montpâcal » en patois, était dénommé « Mons Pascalis » au XIVe siècle, cette appellation vient probablement de Mons-Pascue (montagne de troupeaux), le site étant un alpage où les bêtes étaient conduites à partir de Pâques. Une autre origine serait que le pays a été, dans les temps anciens[Quand ?], la propriété d’une personne nommée Pascal.
À partir de 1600 jusqu’en 1820, dans quelques documents, on trouve cette orthographe de Montpascal.
En francoprovençal, le nom de la commune s'écrit Pon-mafrè Monpaka, selon la graphie de Conflans.

## Histoire
Site d'alpage jusqu'au XIe siècle, fréquenté par les habitants de Montvernier et de Le Châtel, Montpascal deviendra une paroisse d’une certaine importance au fil du temps. En 1564, il y avait 249 habitants, 340 en 1630, 420 en 1852. Puis vint l’émigration, Montpascal était devenu un village assez important, trop important peut-être pour pouvoir nourrir toutes les bouches et l’émigration temporaire l’hiver (cochers et écaillers à Paris, ramoneurs, etc.) ou définitive de certains d’entre eux entama le déclin démographique du village. En 1878, la population était de 360 habitants. Il y avait une soixantaine d’émigrés en hiver, une quarantaine faisaient les cochers à Paris, les autres s’en allaient en diverses villes comme ramoneurs et portefaix. Beaucoup d’émigrés temporaires devinrent émigrés définitifs. La population tomba rapidement à 291 habitants en 1906, à 200 en 1920, à 170 en 1943 et 6 en 1999 puis 11 en 2005. Aujourd’hui, Montpascal est un village rénové qui compte essentiellement des résidences secondaires.
Pontamafrey n’a été qu’un modeste village ne dépassant jamais les 200 habitants avant 1982, à cause de sa faible superficie et de terrains peu propices à l’agriculture. Le village prendra son essor avec l’arrivée des groupes industriels qui utiliseront l’énergie hydraulique (construction d’une centrale en 1908, aménagement Arc/Isère dans les années 1970) et grâce à la construction d’une Zone d’activités économiques (Z.A.E.).
Le 21 novembre 1972, les conseils municipaux des communes de Pontamafrey et de Montpascal décidèrent de créer une fusion-association transformée en fusion simple par arrêté préfectoral du 1er mars 2001.
Le 1er janvier 2019, Pontamafrey-Montpascal intègre, avec Le Châtel et Hermillon, la commune nouvelle de La Tour-en-Maurienne dont la création est actée par un arrêté préfectoral du 31 octobre 2018.

## Politique et administration

### Liste des maires

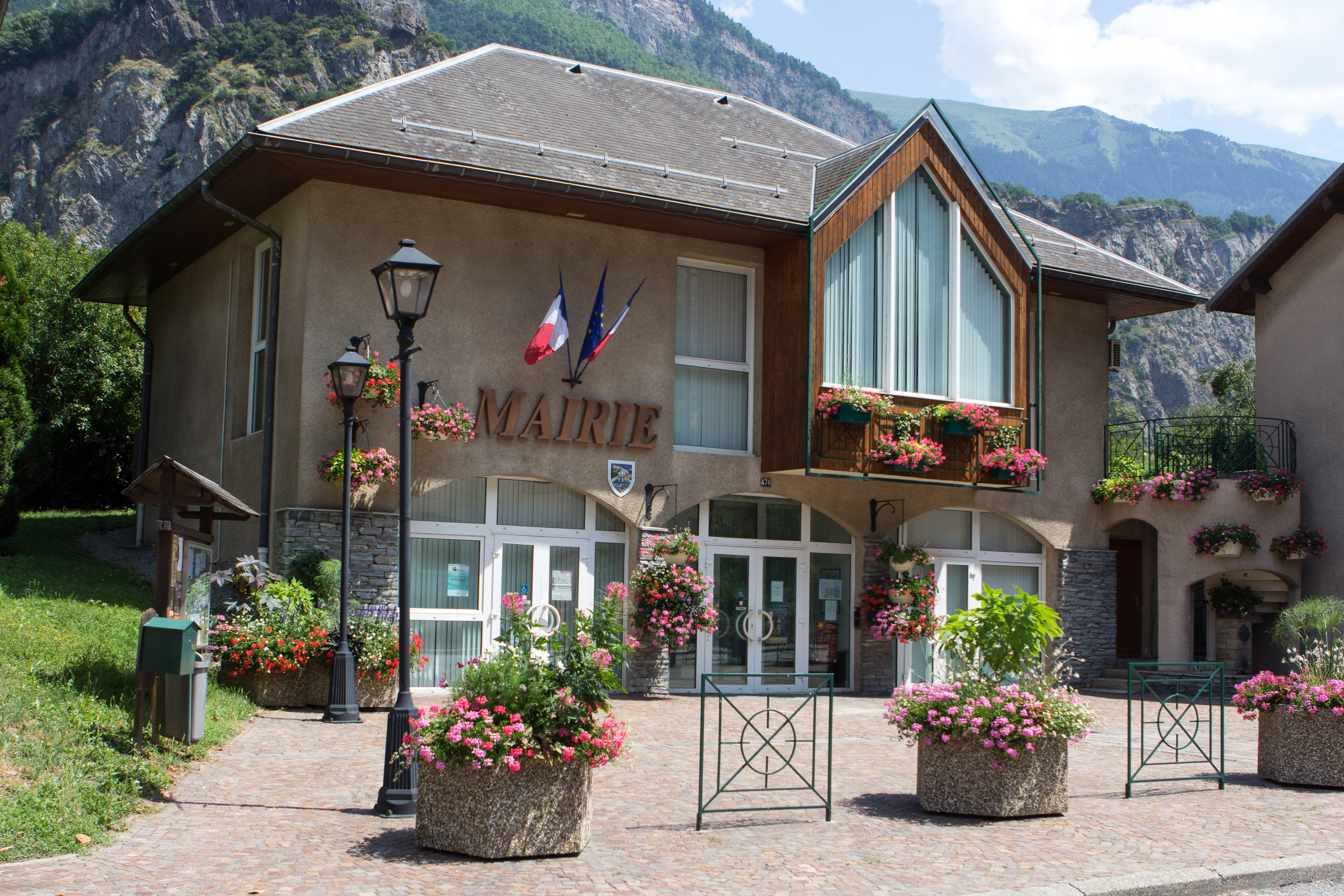
La Mairie.

| Période      | Période                   | Identité         | Étiquette | Qualité |
| ------------ | ------------------------- | ---------------- | --------- | ------- |
| janvier 2019 | En cours (au 25 mai 2020) | Philippe Falquet |           |         |

| Période                                  | Période       | Identité         | Étiquette | Qualité |
| ---------------------------------------- | ------------- | ---------------- | --------- | ------- |
| Les données manquantes sont à compléter. |               |                  |           |         |
| mars 2008                                | décembre 2018 | Philippe Falquet |           |         |

## Population et société

### Démographie
L'évolution du nombre d'habitants est connue à travers les recensements de la population effectués dans la commune depuis 1793. Pour les communes de moins de 10 000 habitants, une enquête de recensement portant sur toute la population est réalisée tous les cinq ans, les populations de référence des années intermédiaires étant quant à elles estimées par interpolation ou extrapolation. Pour la commune, le premier recensement exhaustif entrant dans le cadre du nouveau dispositif a été réalisé en 2008.

En 2016, la commune comptait 307 habitants, en évolution de −8,63 % par rapport à 2010 (Savoie : +3,63 %, France hors Mayotte : +2,11 %).
| 1793 | 1800 | 1806 | 1822 | 1838 | 1848 | 1858 | 1861 | 1866 |
| ---- | ---- | ---- | ---- | ---- | ---- | ---- | ---- | ---- |
| 100  | 110  | 131  | 123  | 129  | 152  | 155  | 166  | 154  |

| 1872 | 1876 | 1881 | 1886 | 1891 | 1896 | 1901 | 1906 | 1911 |
| ---- | ---- | ---- | ---- | ---- | ---- | ---- | ---- | ---- |
| 148  | 136  | 143  | 141  | 162  | 167  | 146  | 145  | 144  |

| 1921 | 1926 | 1931 | 1936 | 1946 | 1954 | 1962 | 1968 | 1975 |
| ---- | ---- | ---- | ---- | ---- | ---- | ---- | ---- | ---- |
| 129  | 126  | 129  | 165  | 162  | 154  | 178  | 182  | 189  |

| 1982 | 1990 | 1999 | 2006 | 2008 | 2013 | 2016 | - | - |
| ---- | ---- | ---- | ---- | ---- | ---- | ---- | - | - |
| 197  | 301  | 350  | 345  | 343  | 323  | 307  | - | - |

#### Espaces verts et fleurissement
La commune obtient sa première fleur au concours des villes et villages fleuris en 2017.

### Sports
La commune dispose de l'espace nordique du Grand Coin. Il comporte plusieurs pistes de ski de fond et de raquettes d'une longueur totale de 40 km et deux stations de départ : à Montaimont et à Bonvillard,.

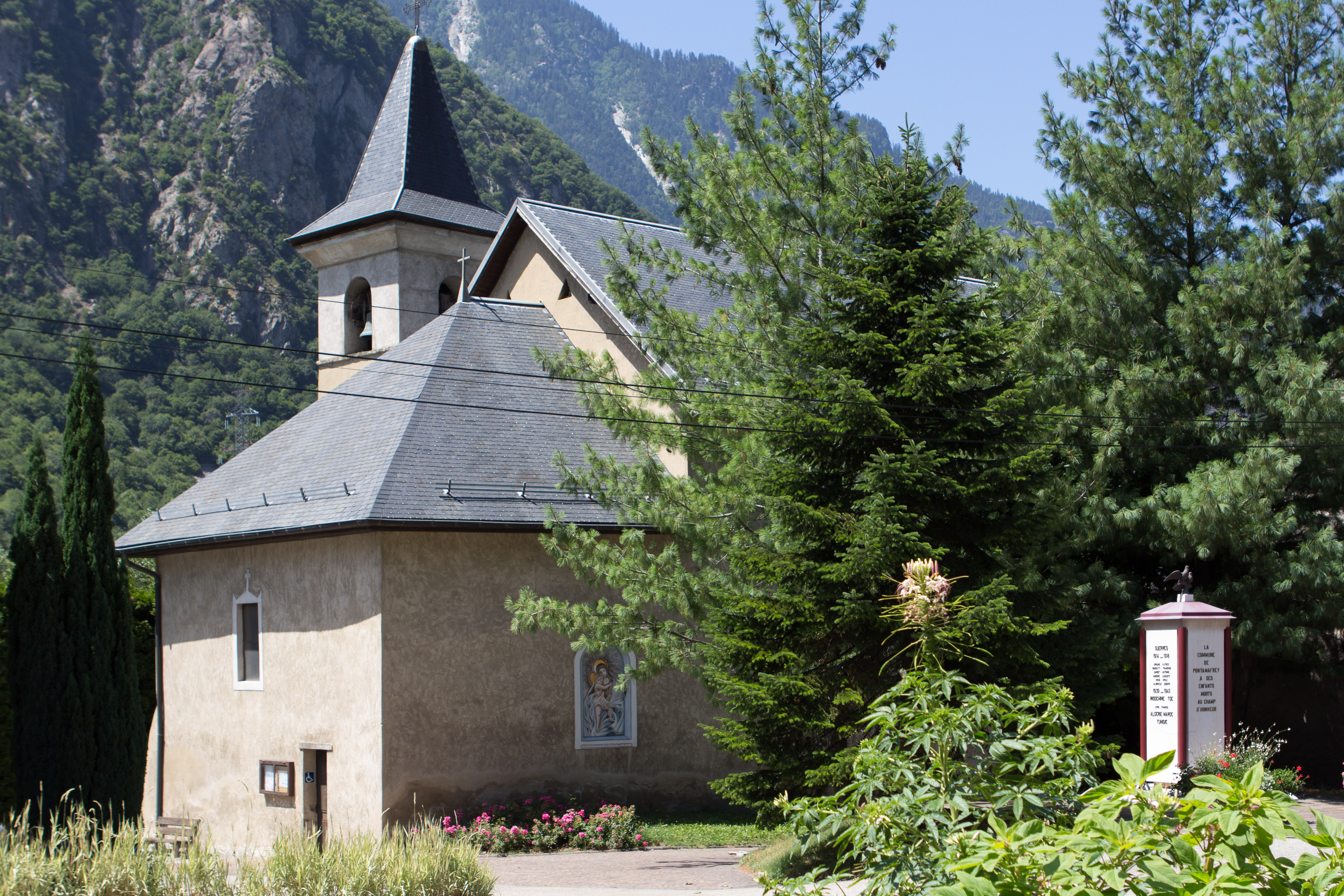
L'église Saint-Michel de Pontamafrey.

Les via-ferrata et voies d'escalade : Exposées plein Sud, les falaises de granit situées à l’arrière du chef-lieu accueillent depuis 1995 deux via ferrata et six voies d’escalade. Ce site baptisé l'« Adret » est situé entre la fameuse route des Lacets et la gorge du ruisseau La Ravoire.

### Cultes
Le territoire de la commune de Pontamafrey-Montpascal fait partie de la paroisse catholique  « Cathédrale Saint-Jean-de-Maurienne », dans la doyenné de Maurienne du diocèse de Chambéry, Maurienne et Tarentaise. Elle dispose des églises Saint-Michel de Montpascal et Saint-Michel de Pontamafrey et de plusieurs chapelles.

## Économie
Pontamafrey fait partie du Syndicat Intercommunal du Grand Coin qui regroupe les communes de Montaimont, Pontamafrey-Montpascal, Montvernier et Le Châtel, a pour mission de promouvoir la pratique du ski nordique et d’activités  sportives annexes sur l'espace nordique du Grand Coin.
Une Zone d’activités économiques (Z.A.E.) est installée sur le territoire de Pontamafrey.

## Culture locale et patrimoine

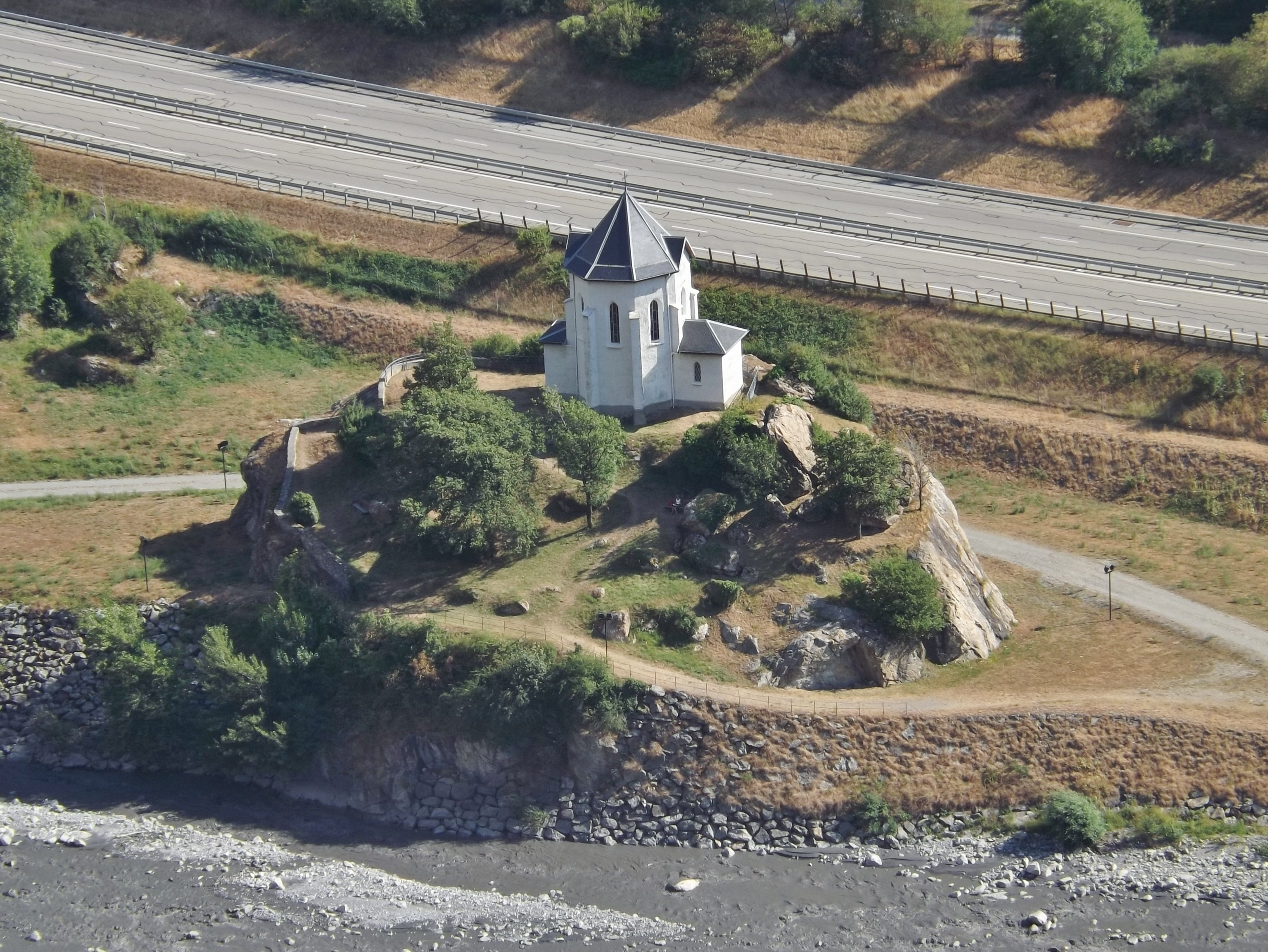
Chapelle de l'Immaculée-Conception.

### Lieux et monuments
- Fort Allamand ou Fort Pierre-Allamant dit plus tardivement Fort-Sarrasin (parfois Fort-Sarrazin), établit en rive gauche de l'Arc (partie dépendant des comtes de Savoie) et défendant le pont[17] ;
- L'église de Pontamafrey. En 1597, la petite église située au centre du village de Pontamafrey est détruite par les canons des Huguenots, partisans de la confédération genevoise qui s’oppose au duc de Savoie. Elle fut reconstruite dans de plus grandes proportions, dans un style baroque sobre et consacrée par Monseigneur Milliet le 1er mai 1616.
- Église Saint-Michel de Montpascal  Inscrit MH (2015) ; dans sa forme actuelle, elle existe depuis 1719, année où elle fut reconstruite et agrandie.
- La chapelle de l'Immaculée-Conception sur la rive gauche de l'Arc, située sur le territoire de Pontamafrey est devenue le symbole de la commune. Elle a été construite entre 1855 et 1859 sur le roc, grâce à une souscription à laquelle 253 personnes extérieures à la paroisse ont participé.
- La chapelle du Chaussy, fut construite en 1707 par la commune de Montpascal ; elle est érigée sous le vocable de la Visitation. En 1892, elle menace ruine lorsqu’elle est réparée. À l’intérieur de la chapelle se trouve une statue en bois de la Visitation datée de 1644 ; son auteur (sans doute local) n’est pas connu. Le tableau de l’autel ne porte aucune indication. Elle fut entièrement rénovée à partir de 1992.
- La chapelle de Saint-Benoît. L’édifice fut construit en 1700 par Jean Antoine Escot, maître maçon à Pontamafrey, sur l’emplacement d’un oratoire dédié au même saint. Elle est située en aval du village, sur l’itinéraire de l’ancien chemin d’accès à Montpascal. Des messes de fondation étaient régulièrement dites dans cette chapelle. L’autel et les peintures sont l’œuvre des frères Gilardi en 1852. L’on doit au peintre espagnol Pignol la réalisation du tableau de l’autel en 1763.
- le col du Chaussy à 1 530 m d'altitude, et son domaine de ski nordique : l'espace nordique du Grand Coin ; ce site labellisé et homologué comporte 40 km de pistes balisées. Lieu de randonnées en raquettes.
- la route touristique des « Lacets de Montvernier » menant à Montvernier.

### Personnalités liées à la commune
- Nobles Du Pont, qui contrôlaient le passage du pont pour les vicomtes de La Chambre